# Pierre Boillot (diplomaat)
Pierre Boillot (Algiers, 30 oktober 1941) is een Frans diplomaat. Hij was ambassadeur in Bahrein en Suriname. Hij was de eerste ambassadeur van Frankrijk die in Suriname was gevestigd.

## Biografie
Boillot studeerde aan de universiteit van Parijs en slaagde in 1958 voor een bachelorgraad en in 1964 als meester in de rechten. Een jaar later behaalde hij aan dezelfde universiteit een licentie (vergelijkbaar met master) in de letteren. Vervolgens slaagde hij in 1968 voor een diploma Arabisch.
Vanaf 1969 werkte hij in diplomatieke dienst in Libië, Koeweit, Libanon, Syrië, Colombia en Saoedi-Arabië. Van 1985 tot 1988 was hij consul-generaal in New Orleans (Verenigde Staten) en van 1988 tot 1991 ambassadeur in Bahrein.
Vanaf 1991 was hij ambassadeur in Suriname. Hij was de eerste Franse ambassadeur die in Paramaribo was gevestigd. Tijdens zijn ambassadeurschap eindigde de Binnenlandse Oorlog in Suriname, die tot gevolg had gehad dat Frans-Guyana een toevluchtsoord was geworden voor duizenden Surinamers. In januari 1993, na afloop van de oorlog, wilde de Franse regering vergeefs rond de achthonderd Surinamers in Charvein nabij Saint-Laurent-du-Maroni repatriëren. Boillot bleef in dienst in Paramaribo tot 1994.
Vanaf oktober 1996 was hij ambassadeur in Costa Rica en vanaf augustus 1999 in Jemen. Hier bleef hij tot medio 2003.